# Anisa Machluf
Anisa Ahmed Machluf (ur. 1930 w Latakii, zm. 6 lutego 2016 w Damaszku) – syryjska nauczycielka, małżonka Hafiza al-Asada, pierwsza dama Syrii w latach 1971–2000.

## Życiorys
Była alawitką, jej rodzina należy do konfederacji rodowo-plemiennej Haddadinów i jeszcze przed małżeństwem Anisy i Hafiza była skoligacona z al-Asadami. Hafiz al-Asad poznał swoją przyszłą żonę jeszcze w dzieciństwie. Anisa Machluf ukończyła szkołę prowadzoną przez francuskie katolickie zakonnice i pracowała jako nauczycielka. Jej rodzina, znacznie zamożniejsza od al-Asadów, nie aprobowała początkowo planów ich małżeństwa, ostatecznie jednak zaakceptowała ten związek. Ślub odbył się w Damaszku.
Anisa Machluf nie odgrywała samodzielnej roli politycznej, chociaż była powiernicą męża i nieoficjalnie doradzała mu. Jako pierwsza dama Syrii rzadko również występowała publicznie, zwykle w czasie uroczystości charytatywnych. Bez powodzenia przekonywała męża, by po tragicznej śmierci ich najstarszego syna Basila wskazał jako nowego następcę ich najmłodszego syna Mahira, oficera armii syryjskiej, a nie drugiego syna Baszszara, lekarza z zawodu. Po objęciu przez al-Asada rządów dyktatorskich w Syrii jej rodzina weszła do syryjskiej elity władzy, jej członkowie obejmowali stanowiska dowódcze w państwie i w strukturach siłowych, powierzano im również realizację kluczowych dla państwa zleceń publicznych w obszarze telekomunikacji, bankowości i handlu ropą naftową. Na pocz. XXI w. Machlufowie byli prawdopodobnie najbogatszą rodziną w kraju.
Po śmierci męża Anisa Machluf była postrzegana jako strażniczka tradycji rodzinnej i jedności rodziny. Za rządów syna, Baszszara al-Asada, zachowała nieformalne wpływy polityczne. Po wybuchu protestów przeciwko rządom al-Asada w 2012 doradzała synowi ich bezkompromisowe stłumienie.
W styczniu 2013 Anisa Machluf opuściła ogarniętą wojną domową Syrię i udała się do Dubaju, gdzie od poprzedniego roku przebywała już jej jedyna córka Buszra. 6 lutego 2016 zmarła w szpitalu w Damaszku.